# Sougy
Sougy – miejscowość i gmina we Francji, w Regionie Centralnym, w departamencie Loiret.
Według danych na rok 1990 gminę zamieszkiwało 828 osób, a gęstość zaludnienia wynosiła 29 osób/km² (wśród 1842 gmin Centre, Sougy plasuje się na 477. miejscu pod względem liczby ludności, natomiast pod względem powierzchni na miejscu 376.).